# Frédéric Dambier
Pour les articles homonymes, voir Dambier.
Frédéric Dambier (né le 26 décembre 1977 à Tours) est un patineur artistique français. Il a été quatre fois vice-champion de France en 2001, 2002, 2004 et 2005 et a participé à deux Jeux olympiques (Salt Lake City 2002 et Turin 2006). Il est le premier patineur français à réussir un quadruple salchow en compétition officielle.

## Biographie

### Carrière sportive

#### Enfance
Frédéric Dambier a commencé le patinage à l'âge de sept ans, après qu'un de ses voisins l'ai emmené à la patinoire de Tours. Il commence aussitôt ses premiers entraînements au club CMP de Tours. Il remporte le titre de champion de France espoirs en 1992 et devient à 14 ans membre de l'équipe de France de patinage artistique. En 1993, il confirme son titre national espoir en le remportant une seconde fois. Parallèlement, il suit un cursus scolaire normal à Joué-lès-Tours. D'abord à l'école primaire Alouette de 1983 à 1988, puis au collège La Vallée Violette de 1988 à 1992 et enfin au lycée Jean Monnet de 1992 à 1995. Après avoir passé son baccalauréat en 1995, Frédéric Dambier décide de rejoindre le pôle France de Champigny-sur-Marne où officie son nouvel entraîneur Annick Dumont, et s'inscrit également à l'université Paris-Est-Créteil-Val-de-Marne pour suivre des études de sciences et techniques des activités physiques et sportives (STAPS). Il participe aux championnats du monde junior 1996 à Brisbane où il prend une honorable vingt-deuxième place et devient champion de France junior en 1997. Il est un des rares patineurs à parvenir à mener de front ses études et sa carrière de patineur de haut niveau. Il suit ses études à l'INSEP (Institut national du sport, de l'expertise et de la performance). Il participe aux championnats du monde universitaires en 1997 et 1999.

#### Saison 1998/1999
C'est la première saison où Frédéric Dambier quitte les compétitions juniors pour participer aux épreuves seniors. Il patine pour la première fois à des épreuves du Grand-prix ISU en se classant onzième du Skate America en octobre et onzième de la Coupe de Russie en novembre. Le mois suivant il se rend à Lyon pour patiner à ses troisièmes championnats de France élite où il obtient la quatrième place, son meilleur classement de l'époque. Parallèlement à ses compétitions, il passe le concours et devient professeur d'éducation physique dès 1999 (après avoir obtenu son DEUG en 1997 et sa Licence en 1998). Son statut lui permet de travailler à des horaires aménagés à l'UNSS (Union nationale du sport scolaire).

#### Saison 1999/2000
Il se réussit pas à faire mieux que douzième et dernier au Skate Canada mais progresse dans les classements internationaux en prenant la septième place du Trophée Lalique. En décembre, lors des championnats de France à Courchevel, Frédéric n'arrive pas à monter sur le podium et doit se contenter de la sixième place.

#### Saison 2000/2001
Pour son début de saison, il fait un bon résultat en se classant second des Masters derrière Gabriel Monnier. Il ne participe ensuite qu'à une seule épreuve du Grand Prix, la Coupe de Russie à Saint-Pétersbourg en novembre, où il obtient la septième place. Par contre, le mois suivant aux championnats de France à Briançon, il va monter sur le podium pour la première fois en remportant la médaille d'argent derrière Stanick Jeannette. Cette place va permettre à Frédéric de participer pour la première fois à des championnats européens. Il se rend donc aux championnats d'Europe de janvier 2001 à Bratislava. Ces championnats vont être une réussite pour Frédéric car il se classe tout de suite dans le Top-10 du continent en prenant la huitième place. En revanche, la FFSG (Fédération française des sports de glace) décide de ne pas sélectionner Frédéric pour les championnats du monde de mars 2001 à Vancouver, préférant envoyer Vincent Restencourt qui a obtenu la médaille de bronze aux championnats de France. En 2001, il obtient son Brevet d'État d'éducateur sportif de niveau 1.

#### Saison 2001/2002
C'est la première saison olympique de Frédéric Dambier. Étant vice-champion de France en titre, il a bon espoir de pouvoir aller aux jeux. Comme à son habitude, il commence lentement sa saison en ne prenant deux décevantes places en novembre à la Coupe des Nations (10e) et au Trophée Lalique (12e). En décembre, lors des championnats de France à Grenoble, il réussit à conserver sa médaille d'argent derrière le nouveau champion de France Gabriel Monnier. Qualifié pour les championnats d'Europe de janvier 2002 à Lausanne, il doit encore faire ses preuves pour être sélectionné pour les jeux, car la France n'a que deux places pour la catégorie Messieurs. Il réussit parfaitement son objectif en progressant dans la hiérarchie européenne en obtenant la cinquième place. Avec ce bon résultat il est le deuxième patineur français, derrière Brian Joubert (3e) mais devant Gabriel Monnier (10e), ce qui lui permet de partir pour les Jeux olympiques d'hiver de février 2002 à Salt Lake City. Arrivé dans la capitale de l'Utah, il se classera onzième et premier français. Il réitère ce résultat lors des championnats du monde de mars 2002 à Nagano en reprenant la onzième place et en étant encore le premier français.

#### Saison 2002/2003
Il commence par la deuxième place des masters. En novembre, il prend la huitième place de la Coupe des Nations et la septième place de la Coupe de Russie. Frédéric Dambier participe aux épreuves du Grand Prix pour la cinquième saison, mais n'arrive pas à progresser dans la hiérarchie de ces compétitions automnales. En décembre, lors des championnats de France à Asnières-sur-Seine, il perd la deuxième place et redescend d'une marche sur le podium, derrière Brian Joubert et Stanick Jeannette. Toutefois, cette médaille de bronze lui permet de participer aux championnats d'Europe de janvier 2003 à Malmö. Il reste dans le Top-10 européen en prenant la huitième place, mais il n'est que le troisième français de la compétition derrière Brian Joubert (2e) et Stanick Jeannette (3e) tous deux médaillés. La France n'ayant que deux places dans la catégorie Messieurs pour les championnats du monde de mars 2003 à Washington DC, Frédéric Dambier ne peut donc se rendre dans la capitale américaine. Après avoir observé les bonnes performances techniques et artistiques de ses deux compatriotes, Frédéric se rend compte qu'il doit progresser pour présenter des programmes moins perfectibles. Il décide alors de partir s'entraîner quelque temps aux États-Unis auprès du champion du monde 1993 de danse sur glace Alexandre Jouline. En 2003, il obtient son Brevet d'État d'éducateur sportif de niveau 2.

#### Saison 2003/2004
Il commence sa saison comme l'an passé en prenant la deuxième place des masters. En novembre, il prend la huitième place du Trophée Lalique de mi-novembre. Mais la semaine suivante, pour son onzième Grand-Prix, à la Coupe de Russie, les conseils d'Alexandre Jouline portent leurs fruits puisque Frédéric monte pour la première fois sur le podium d'un Grand-Prix en prenant la médaille de bronze derrière le russe Evgeni Plushenko et le chinois Chengjiang Li. Le mois suivant, aux championnats de France à Briançon, il retrouve la seconde place perdue la saison passée, derrière Brian Joubert. Aux championnats d'Europe de février 2004 à Budapest, il réalise son meilleur résultat européen en se classant au pied du podium, derrière son compatriote Brian Joubert (qui est sacré champion d'Europe pour la première fois), et les russes Evgeni Plushenko et Ilia Klimkin. Qualifié pour les championnats du monde de mars 2004 à Dortmund, contrairement à l'année passée, il se classe pour la première fois dans le Top-10 mondial à la neuvième place.

#### Saison 2004/2005

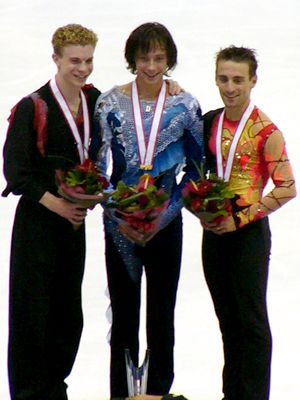
Podium du Trophée NHK 2004: Timothy Goebel (2e), Johnny Weir (1er), Frédéric Dambier (3e)

Il commence parfaitement sa nouvelle saison en remportant le masters devant Alban Préaubert et surtout Brian Joubert. En octobre il ne prend qu'une dixième place au skate Canada, mais retrouve le podium lors du Trophée NHK en novembre, en remportant une nouvelle médaille de bronze à un grand-Prix derrière les américains Johnny Weir et Timothy Goebel. En décembre, lors des championnats de France à Rennes, il conserve pour la quatrième fois de sa carrière la médaille d'argent derrière Brian Joubert, alors qu'il était en tête après le programme court. Le titre national semble maintenant inaccessible pour Frédéric, face à son compatriote qui est déjà parmi les meilleurs patineurs du monde. Qualifié pour les championnats d'Europe de janvier 2005 à Turin, il ne réitère pas sa performance de l'année passée, en ne se classant que septième après avoir raté son programme court. Sans doute une nouvelle fois à cause de la pression, il rate ses qualifications lors des championnats du monde de mars 2005 à Moscou, mais réussit après deux bons programmes court et libre à conserver sa neuvième place mondiale acquise à Dortmund il y a un an. Frédéric Dambier confirme qu'il appartient bien au Top-10 mondial.

#### Saison 2005/2006
Frédéric va rater le début de sa deuxième saison olympique. Il commence par seulement une troisième place aux masters, puis en novembre, il ne se classe que huitième du Trophée Bompard et cinquième de la Coupe de Russie. Cela signifie donc qu'il ne monte sur aucun podium des épreuves automnales du Grand-Prix. Pire encore lors des championnats de France à Besançon, il ne réussit même pas à monter sur le podium et doit se contenter de la quatrième place derrière Brian Joubert, Samuel Contesti et Alban Préaubert. Cela signifie donc que la saison est terminée pour Frédéric. Néanmoins, la fédération va le repêcher pour participer aux championnats d'Europe de janvier 2006 à Lyon, dernière compétition de préparation avant les jeux. La fédération décide de ne pas sélectionner le vice-champion de France Samuel Contesti en disant préférer des patineurs qui ont réalisé de meilleures performances au début de la saison. Samuel ayant fait évidemment appel de cette décision arbitraire, la fédération décide d'organiser une nouvelle épreuve de qualification pour les championnats d'Europe entre les trois patineurs concernés: Frédéric Dambier, Alban Préaubert et Samuel Contesti. Ce dernier remporte cette dernière épreuve de qualification avec Alban en deuxième position. Cela signifie donc que Frédéric n'ira pas à Lyon. Mais refusant ce résultat, Frédéric décide de faire appel de la décision et réussit à faire annuler l'épreuve quelques jours plus tard! Frédéric ira donc bien à Lyon à la place de Samuel Contesti. Lors de ces championnats d'Europe, organisés en France, il décide de reprendre son ancien programme court sur "Carmina Burana" pour se battre afin d'obtenir sa sélection olympique. Il se classe comme en 2004 à la quatrième place, et est le deuxième français derrière Brian Joubert (3e) mais devant Alban Préaubert (6e). Il est ainsi sélectionné pour les Jeux olympiques d'hiver de février 2006 à Turin, les mauvaises performances vont revenir et Frédéric va s'effondrer à la dix-neuvième place olympique! Afin de se reposer, il décide de renoncer à participer aux championnats du monde de mars 2006 à Calgary, laissant sa place à Alban Préaubert. souhaitant encore poursuivre sa carrière amateur pendant une saison, il annonce finalement en août 2006 lors du gala de Courchevel qu'il arrête sa carrière amateur à la suite d'une blessure au genou qui s'est réveillé. Dans le journal français Le Figaro, daté des 12 et 13 août 2006, Frédéric dira : « Cela fait 20 ans que je patine, c'est une page de ma vie qui se tourne et il y a un peu de tristesse [...] Il y a une lassitude, mon corps commence à se fatiguer [...] Je voulais encore faire de bonnes choses, mais la douleur est vite revenue ».

### Reconversion
Depuis qu'il est passé professionnel en août 2006, Frédéric participe à de nombreux galas professionnels dont Holiday on Ice, Generali on Ice ou Les Étoiles de la Glace. Il entraîne également au sein de son ancien club de Champigny-sur-Marne en 2006 et 2007. Il a aussi entraîné un peu au sein du club du Cap en Afrique du Sud en 2007 avant de réaliser les chorégraphies des programmes de Charles Tétar en 2008/2009, 2009/2010 et 2010/2011.
Pendant l'année scolaire 2006/2007, il étudie au Centre de droit et d'économie du sport à Limoges et obtient un Master « Droit Économie du Sport ».
De 2008 à 2011 il était Directeur des sports de la Cité internationale universitaire de Paris. Depuis le 1er janvier 2011, il travaille à l'INSEP, en tant qu'Adjoint au Responsable du Service du Suivi des Pôles et des Sportifs de Haut Niveau. Il est également membre du Bureau de l'ASPC (Association of Sport Performance Centres).
Depuis 2010, il est consultant pour Ma Chaîne Sport pour les compétitions de patinage artistique et danse sur glace (Masters, Championnats de France, Championnats des États-Unis).
En 2013, il devient directeur technique national adjoint et directeur des équipes de France pour les disciplines de Luge, Skeleton et Bobsleigh mais aussi du curling puis de patinage de vitesse au sein de la Fédération française des sports de glace.
En 2020, il intègre la direction des sports du ministère des sports et devient adjoint au chef du bureau du pilotage stratégique et de la tutelle des établissements publics.

## Palmarès
| Compétition                   | 1995    | 1996    | 1997    | 1998    | 1999    | 2000    | 2001    | 2002    | 2003    | 2004    | 2005    | 2006    |  |  |
| Jeux olympiques d'hiver       |         |         |         |         |         |         |         | 11e     |         |         |         | 19e     |  |  |
| Championnats du monde         |         |         |         |         |         |         |         | 11e     |         | 9e      | 9e      |         |  |  |
| Championnats d’Europe         |         |         |         |         |         |         | 8e      | 5e      | 8e      | 4e      | 7e      | 4e      |  |  |
| Championnats de France        | 10e     | F       | 4e      | F       | 4e      | 6e      | 2e      | 2e      | 3e      | 2e      | 2e      | 4e      |  |  |
| Championnats du monde juniors |         | 22e     |         |         |         |         |         |         |         |         |         |         |  |  |
|                               |         |         |         |         |         |         |         |         |         |         |         |         |  |  |
| Grand Prix ISU                | 1994/95 | 1995/96 | 1996/97 | 1997/98 | 1998/99 | 1999/00 | 2000/01 | 2001/02 | 2002/03 | 2003/04 | 2004/05 | 2005/06 |  |  |
| Skate America                 |         |         |         |         | 11e     |         |         |         |         |         |         |         |  |  |
| Skate Canada                  |         |         |         |         |         | 12e     |         |         |         |         | 10e     |         |  |  |
| Coupe d'Allemagne             |         |         |         |         |         |         |         | 10e     | 8e      |         |         |         |  |  |
| Trophée de France             |         |         |         |         |         | 7e      |         | 12e     |         | 8e      |         | 8e      |  |  |
| Coupe de Russie               |         |         |         |         | 11e     |         | 7e      |         | 7e      | 3e      |         | 5e      |  |  |
| Trophée NHK                   |         |         |         |         |         |         |         |         |         |         | 3e      |         |  |  |
| Légende : F= Forfait          |         |         |         |         |         |         |         |         |         |         |         |         |  |  |